# Servo (jádro prohlížeče)
Servo je experimentální jádro internetového prohlížeče napsané v jazyce Rust. Od počátku jde o výzkumný projekt, který má základy v roce 2012 v Mozilla Corporation. Jeho vývojáři hledají způsob, jak vytvořit vysoce výkonné a paralelní prostředí. Z množství úkolů, které představuje vykreslování (zpracování HTML, dekódování obrázků atd.), jsou vytvářeny dobře zpracovatelné, paralelizovatelné a izolované procesy.
Do roku 2020 většina vývoje probíhala v Mozille, kde byly části projektu začleněny do jádra Gecko prohlížeče Firefox. Od konce roku 2020 je projekt kompletně veden dobrovolníky a spravován konsorciem Linux Foundation.
Servo je pojmenováno po postavě Tom Servo, robotu z televizní show Mystery Science Theater 3000.

## Vlastnosti

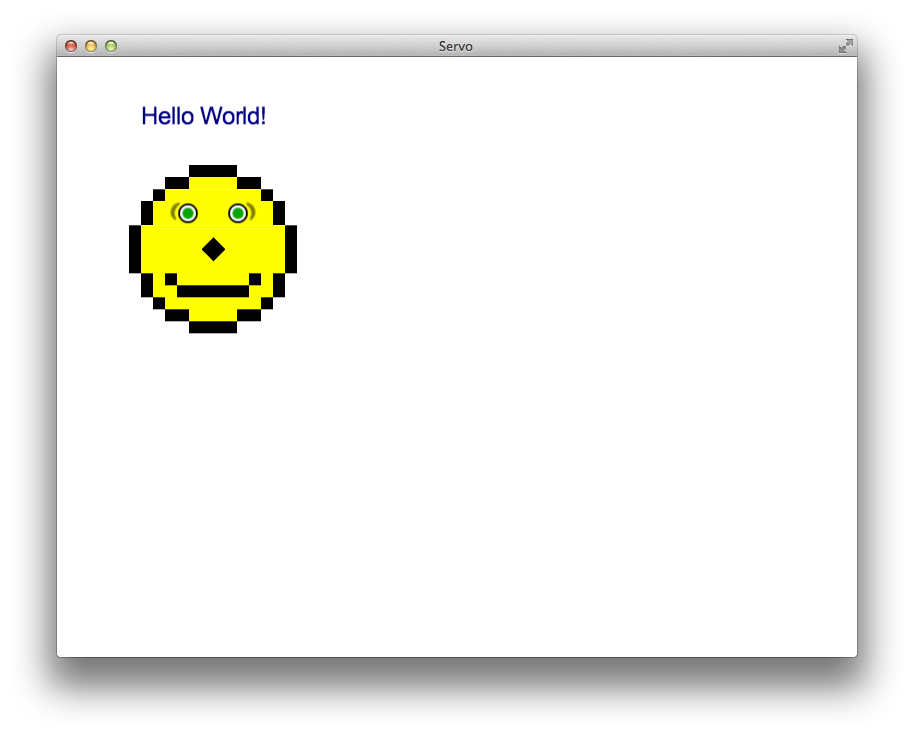
Mozilla Servo zobrazující test Acid2

Servo nyní (duben 2025) přechází z rané fáze do pokročilejší, kdy obsahuje nejen vlastní HTML5 a CSS3 parser naprogramovaný v jazyce Rust, ale také úspěšně úspěšně absolvuje test Acid2. Z praktických vlastností jmenujme například schopnost obsluhovat složité weby jako Gmail a Google Chat.
Důležitou vlastností Serva je vlivem naprogramování v moderním jazyce Rust i menší potencionální chybovost, která přináší větší bezpečnost a tím i méně zneužitelných bezpečnostních chyb.
Také tabulky již vykresluje mnohovláknově, pro vyšší výkon. Servo nabízí inovace jako je paralelní vykreslovací algoritmus, který je zvláště vhodný pro vícejádrové procesory (speciálně mobilní).
Servo také podporuje technologie jako WebGL, což umožňuje akceleraci grafiky přímo v prohlížeči.

## Historie vývoje

### Květen 2025
Dne 18. června 2025 se objevily informace o dalším vylepšení Serva, zejména o podpoře animace obrázků typu .gif. Dále si Servo nově poradí i s načítáním SVG obrázků při použití HTML tagem img, a také tvůrci vylepšili continuous integration (za přispění Outreachy) a pracují na nakládání s tzv. inkrementálním layoutem, pro plynulé vykreslování. Pokroku též doznala podpora API Trusted Types, input type="color", obecně pak CSS a rozličných dalších API. Zlepšena je stabilita i výkon enginu.

### Duben 2025
Dne 9. května 2025 bylo oznámeno, že po zpětné vazbě od uživatelů byly opět zakázány některé nástroje používající umělou inteligenci a pro jejich opětovné povolení bude přihlédnuto k názoru uživatelů.
Zároveň máme další velkou novinku. Složité weby, jako je Gmail a Google Chat, jsou nyní v Servu použitelné, s určitými výhradami. Tohoto milníku bylo možné dosáhnout pouze díky neustálé tvrdé práci mnoha přispěvatelů Serva v celém jádru prohlížeče a jsme vděční za veškeré úsilí, které k dosažení tohoto bodu přispělo.

### Červenec 2024
Ke konci července 2024 je hlášen zejména pokrok v paralelizaci zpracování HTML tabulek, na jejichž vykreslení tak spolupracují všechna CPU jádra, a dále podpora generických rodin fontů jako sans-serif a monospace, vylepšené ladění (debugging), experimentální podpora systému OpenHarmony. Servo také začalo podporovat několik dalších metod a atributů přístupných v objektovém modelu (DOM - Document Object Model) aktuálního EcmaScriptu (dříve JavaScript). Byly přidány také nové atributy CSS.

### Květen 2024
Hlavní změny v Servu k 30. květnu 2024 jsou v systému písem a servoshellu plus vylepšení flexboxu, tabulek, podpory DOM a rozhraní API pro vkládání. Servo dále nyní podporuje několik dalších funkcí CSS, barevné emotikony, servoshell a další změny.

### Duben 2024
Novinky v Servu: Acid2 redux, Servo book, Qt demo a další. Dne 26. dubna 2024 začíná nový milník rozvržení, s přepracovanými dokumenty, rychlejším sestavováním a také vylepšeným vkládáním, videem, písmy, WebGPU a CSS.

### Únor a březen 2024
Dne 24. února 2024. Tento měsíc se v Servu objevila podpora gamepadu, záložní písmo a další. Dále je znovu vylepšena práce s vlákny.
Dne 28. února 2024 došlo k velkým pokrokům v tabulkách a architektuře rozvržení prvků stránky, a nový milník kaskádových stylů je CSS2, dále se objevily změny ve vývoji ve WebRenderu a Stylu, plus vylepšení konzole, plátna a CSSOM (CSS Object Model, pro používání CSS pomocí EcmaScriptu/JavaScriptu). Servo "nightly" zobrazuje čínské, japonské a korejské Wikipedie s funkčním záložním písmem. Záložní písmo nyní funguje pro čínštinu, japonštinu a korejštinu.
Dne 30. března 2024 končí starší rozvržení, tabulky, runtime filtrování protokolů událostí a vylepšení konzole, plátna, WebGPU, DOM a CSS.

### Leden 2024
Od 12. února 2024 je přítomna základní podpora pro záložní písmo. To je důležité zejména pro stránky, které kombinují text z různých jazyků. Je však třeba více práce na podpoře vykreslování, přes hranice prvků a tvarování složitých skriptů, jako je arabština, ale současná verze by měla stačit pro čínštinu, japonštinu a korejštinu. Pokud narazíte na text, který se stále nezobrazuje, nezapomeňte zkontrolovat nainstalovaná písma se styly stránek a výchozími seznamy písem Servo (Windows, macOS, Linux). Servo "nightly" ukazuje webovou stránku Space Jam (1996) se správně sestaveným tabulkovým menu.

### Prosinec 2023
Dne 24. ledna 2024 byly oznámeny následující změny. U aktuálního vydání byla použita stabilní verze Rustu a vylepšena kontrola nad typografií, velmi raná podpora pro lepivé umístění a tabulky, a navíc aktualizace miniprohlížeče Servo a nástrojů pro sestavení. Servo "nightly" také má podporu pro kaskádové styly (CSS) „text-align-last“, „text-align: justify“, „vertical-align: baseline“ a „position: sticky“. Dále má Servo "nightly" základní podporu pro rozložení tabulek, když je povolena příslušné předvolba.

### Dřívější historie
Dne 16. března 2016 Mozilla uvolnila Servo pro uživatelské testování. Zatím je sice k dispozici pouze na mobilní (pro Android) a unixové platformy (pro Linux a macOS), ale připravují se i další verze (pro Windows x86-64) a pro ARM (64bit a 32bit).
Jak bylo slíbeno, bylo uvolněno testovací sestavení jednoduchého prohlížeče s jádrem Servo a rozhraním kompletně naprogramovaným v jazycích HTML, CSS a JavaScript, které si je možno vyzkoušet. Jsou pro operační systém macOS a Linux, budou následovat verze pro Windows a Android.
Po organizačních změnách v srpnu 2020 zanikl v Mozilla Corporation celý Servo vývojový tým a projekt převzalo konsorcium Linux Foundation s cílem vytvořit embeddovatelné, nezávislé, paměťové bezpečné, modulární a paralelně fungující (maximálně využívající vícejádrové procesory) renderovací jádro prohlížeče. V lednu 2023 byl díky nové vlně financování umožněn týmu vývojářů restart prací a později v roce 2024 na konferenci FOSDEM představen plán dalšího vývoje. Novinky zahrnují nové uživatelské rozhraní, experimentální podporu WebGPU, dále je kryptografická knihovna OpenSSL nahrazena RustSL, napsaném v Rustu. Také je vylepšen systém hlášení chyb.